# Carlos Cuerpo
Carlos Cuerpo Caballero ([ˈkaɾlos ˈkweɾpo kaβaˈʝeɾo]), né le 26 septembre 1980 à Badajoz, est un haut fonctionnaire et homme politique espagnol. Il est ministre de l'Économie depuis 2023.
Diplômé en économie de l'université d'Estrémadure, de la London School of Economics et de l'université autonome de Madrid, il rejoint la haute fonction publique en 2008. Il travaille à la Commission européenne entre 2011 et 2014. Il est promu directeur général au ministère de l'Économie en 2020, puis secrétaire général du Trésor en 2021.
En 2023, il est nommé ministre de l'Économie en remplacement de Nadia Calviño par Pedro Sánchez.

## Formation
Carlos Cuerpo Caballero naît à Badajoz le 26 septembre 1980.
Il obtient en 2003 une licence en économie à l'université d'Estrémadure, puis un master à la London School of Economics (LSE), et enfin en 2017 un doctorat à l'université autonome de Madrid,.

## Carrière
En 2008, Carlos Cuerpo passe avec succès le concours du corps supérieur des techniciens commerciaux et économistes de l'État (TECO).
Il commence à travailler comme analyse à la direction générale de l'Analyse macro-économique du ministère de l'Économie et des Finances. En 2011, il rejoint la direction générale des Affaires économiques et financières de la Commission européenne, où il est expert national dans le secteur du suivi et de l'analyse du marche immobilier et de l'endettement du secteur privé.
Il revient en Espagne en 2014, pour occuper le poste de sous-directeur général de l'Endettement public de l'Autorité indépendante de responsabilité fiscale (AIReF), alors présidée par José Luis Escrivá. Il devient ensuite directeur de la division de l'Analyse économique. À ce titre, il remarque en novembre 2019 que le plan budgétaire pour 2020 envoyé à la Commission européenne contient une erreur à hauteur de 7 milliards € en matière de dépenses globales, ce dont il informe le ministère de l'Économie, qui reconnaît l'erreur et la corrige auprès de Bruxelles.
Il rejoint justement en février 2020 le ministère des Affaires économiques et de la Transformation numérique, au poste de directeur général de l'Analyse macro-économique. Il intègre, deux mois plus tard, le groupe de travail chargé de conseiller le gouvernement pour organiser la sortie progressive du confinement décrété à l'occasion de la pandémie de Covid-19.
Il est promu secrétaire général du Trésor et du Financement international en août 2021. Il devient alors le bras droit de la ministre Nadia Calviño, qu'il accompagne lors des réunions du conseil Ecofin, au Fonds monétaire international (FMI) et du G20.

## Ministre de l'Économie
Pedro Sánchez annonce le 29 décembre 2023 qu'il nomme Carlos Cuerpo ministre de l'Économie, du Commerce et des Entreprises en remplacement de Nadia Calviño, appelée à prendre la présidence de la Banque européenne d'investissement (BEI). Homme de confiance de la ministre qu'il remplace, sa nomination est perçue comme une marque de continuité et venant apporter un profil de technocrate à un gouvernement très politique. Il prête serment et entre en fonction le jour-même au palais de la Zarzuela devant le roi Felipe VI.